# اسپلینتر سل تام کلنسی: مأمور دوجانبه
اسپلینتر سل تام کلنسی: مامور دوجانبه (به انگلیسی: Tom Clancy's Splinter Cell: Double Agent) چهارمین بازی از سری اسپلینتر سل است که توسط یوبی‌سافت تولید و انتشار یافته است. داستان این بازی توسط نویسنده آمریکایی تام کلنسی نوشته شده‌است، و درباره فردی به نام سام فیشر است که یک مامور دولتی است و به عنوان نفوذی درون یک سازمان تروریستی عضویت می‌یابد. 